# Licença de sincronização
A Licença de sincronização de música é um instrumento jurídico que serve para conceder, por prazo determinado, a utilização de um fonograma resultante de uma composição musical, permitindo que o licenciado sincronize canções com algum tipo de mídia audiovisual (filme, televisão, comerciais, videogame, música acompanhante de websites, trailers, etc).

## Detenção de direitos autorais
Quando se fala em sincronização de músicas, é importante compreender que há direitos relacionados a composição de uma canção, e direitos relacionados às suas potenciais diferentes gravações (fonogramas), os quais, na maior parte das vezes possuem titulares distintos. Via de regra, os fonogramas são mais frequentemente administrados pelas gravadoras que, a partir de diversos tipos possíveis de contrato, passa a ser a titular no lugar do compositor/produtor ou das pessoas que regravaram uma determinada música. Portanto, quando se fala em música deve-se observar quem são os titulares dos direitos em questão se atentando para a seguinte divisão:
1. antes de qualquer gravação há uma composição, que consiste nas letras e melodias subjacentes escritas pelo compositor, sendo tipicamente administradas pelas editoras musicais;
2. as gravações resultantes da composição, as quais vão abrir um novo leque de detentores de direitos (com novos músicos executantes, produtores fonográficos, vocalistas e etc.), são os resultados finais audíveis e sincronizáveis nas mais diversas formas de obra audiovisual.

## Negociações e confusão conceitual
Quando um produtor de determinado projeto audiovisual deseja usar uma gravação em seu trabalho, ele deve entrar em contato com o detentor de direitos do fonograma (gravadora) e com o detentor de direitos da composição (compositor via editora musical). Nas negociações, diversas questões são consideradas imprescindíveis para que o objetivo almejado produza seus efeitos. Dentre estas questões estão o exato fonograma que será utilizado, a duração, o prazo e o formato de remuneração.
Muitos autores, titulares e até advogados, acabam confundindo o conceito de cessão de direitos com o de licença de direitos autorais, o que pode se transformar em desgastantes demandas judiciais. Por isso, é importante destacar que, enquanto a cessão envolve transferência permanente ("eterna") dos direitos, a licença possui prazo determinado e costuma ser considerada frágil quando fixada por períodos desproporcionais quando analisado o objeto licenciado, em que pese tal questão seja passível de discussão.